# 浅見慈一
浅見 慈一（あさみ じいち、1964年（昭和39年）2月3日 - ）は能楽師（シテ方観世流）で、重要無形文化財総合認定保持者である

## 概説
1964年（昭和39年）に観世流シテ方職分家長浅見真高の長男として東京都渋谷区で生まれる。3歳の時に仕舞「老松」で初舞台。和光大学卒業後、本格的に能の道を歩み始め、父及び八世観世銕之亟、九世観世銕之亟に師事。1997年（平成9年）には準職分に認定。海外公演や新作能、復曲能、映画等にも多数参加。1998年（平成10年）からは父が主宰する代々木果迢会を補佐し、代々木能舞台において定期的に公演を行っている。「解りやすい能楽」を目指して装束着付レクチャーやワークショップ等を精力的に取り組む。公益社団法人能楽協会及び社団法人日本能楽会の会員。銕仙会に所属し、翠声会を主宰している。

## 脚註